# Alimpești
Alimpeşti é uma comuna romena localizada no distrito de Gorj, na região de Oltênia. A comuna possui uma área de 35.11 km² e sua população era de 2209 habitantes segundo o censo de 2007.